# Ballus obscuroides
Ballus obscuroides är en spindelart som först beskrevs av Canestrini, Pavesi 1868.  Ballus obscuroides ingår i släktet Ballus och familjen hoppspindlar. Inga underarter finns listade.